# Jacek Lenartowicz (muzyk)

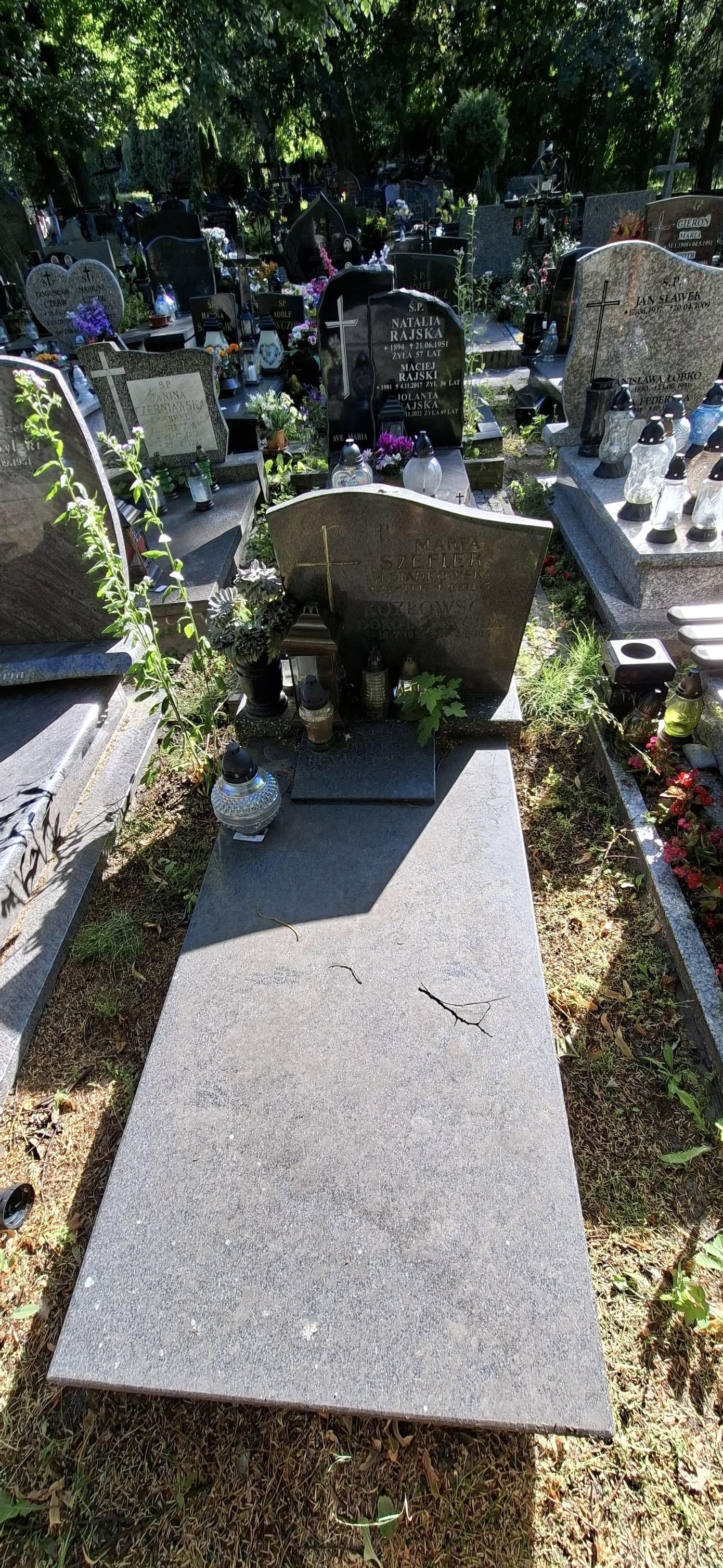
Grób Jacka Lenartowicza na Cmentarzu Garnizonowym w Gdańsku

Jacek Lenartowicz, ps. Luter (ur. 25 czerwca 1961, zm. 18 lipca 2004) – polski perkusista.

## Życiorys
Lenartowicz był współzałożycielem jednego z pierwszych polskich zespołów punkrockowych Deadlock, powstałego w Gdańsku w 1979 roku. Po odejściu z Deadlocka przeniósł się do Warszawy, gdzie wraz z Tomkiem Lipińskim utworzył zespół Tilt. Grał również w zespole Białe Wulkany. Jeszcze przed stanem wojennym wyemigrował do Holandii, gdzie ukończył szkołę filmową i zajął się pisaniem scenariuszy. Jako pierwszy w Polsce pod koniec lat 70. wydawał fanzina „Pasażer”. Zmarł na nowotwór mózgu 18 lipca 2004. Został pochowany na gdańskim Cmentarzu Garnizonowym.